# جعفر بن أبي وحشية
جعفر بن إياس، أبو بشر اليشكري الواسطي، تابعي وأحد رواة الحديث النبوي. أصله من البصرة، وهو ابن أبي وحشية.

## روايته للحديث النبوي
روى عن: بشير بن ثابت، وحبيب بن سالم، وحسان بن بلال، وحميد بن عبد الرحمن الحميري، وخالد بن عرفطة، وسعيد بن جبير، وسلام بن عمرو اليشكري، وشهر بن حوشب، وطاووس بن كيسان، وأبي سفيان طلحة بن نافع، وطلق بن حبيب، وعامر الشعبي، وعباد بن شرحبيل، وعبد الله بن شقيق، وعبد الرحمن بن أبي بكرة، وعبيد الله بن عبد الله بن عمر بن الخطاب، وعطاء بن أبي رباح، وعكرمة مولى ابن العباس، وعلي بن عبد الله البارقي، ومجاهد بن جبر، وميمون بن مهران، ونافع بن جبير بن مطعم، ونافع مولى ابن عمر، وهانىء بن عبيد الله بن الشخير، ويزيد بن أبي كبشة، ويوسف بن ماهك، وأبي عمير بن أنس بن مالك، وأبي المتوكل الناجي، وأبي المليح بن أسامة الهذلي، وأبي نضرة العبدي.
روى عنه: أيوب السختياني، وهو من أقرانه، وخالد بن عبد الله الواسطي، وخلف بن خليفة، وداود بن أبي هند، ورقبة بن مصلقة، وسفيان بن حسين، وسليمان الأعمش، وشعبة بن الحجاج، وعبد الحميد بن الحسن الهلالي، وعتبة بن حميد، وغيلان بن جامع، وهشيم بن بشير.

## أقوال العلماء فيه
- قال صالح بن أحمد بن حنبل، عن علي بن المديني: سمعت يحيى بن سعيد يقول: كان شعبة يضعف أحاديث أبي لشر عن حبيب بن سالم.[4]
- وقال عبد الله بن أحمد بن حنبل: سمعت أبي يقول: أبو بشر أحب إلي من المنهال بن عمرو، وقلت له: أحب إليك من المنهال؟ قال نعم، شديدا، أبو بشر أوثق.
- وقال يحيى بن معين، والنسائي، وأبو زرعة الرازي، وأبو حاتم الرازي، والعجلي: ثقة.
- وقال ابن سعد: ثقة، كثير الحديث.[5]
- وقال البرداجي: كان ثقة، وهو من أثبت الناس في سعيد بن جبير.[6]
- وقال ابن حجر العسقلاني: ثقة من أثبت الناس في سعيد بن جبير، وضعفه شعبة في حبيب بن سالم ومجاهد.[7]